# Amine Gouiri
Amine Ferid Gouiri (nascut el 16 de febrer de 2000) és un futbolista professional francés que juga per l'Olympique de Lió de la lliga francesa com a davanter.